# Нантенайна Рамалалахарівололона
Нантенайна Рамалалахарівололона (нар. 10 липня 1987) — колишня мадагаскарська тенісистка.
Здобула 1 парний титул туру ITF.
Завершила кар'єру 2017 року.

## Фінали ITF

### Парний розряд: 1 (1–0)
| Легенда          |
| ---------------- |
| Турніри $100,000 |
| Турніри $75,000  |
| Турніри $50,000  |
| Турніри $25,000  |
| Турніри $10,000  |

| Фінали за покриттям |
| ------------------- |
| Тверде (1–0)        |
| Ґрунт (0–0)         |
| Трава (0–0)         |
| Килим (0–0)         |

| Результат | Ранг | Дата              | Турнір                        | Покриття | Партнерка     | Суперниці                         | Рахунок       |
| --------- | ---- | ----------------- | ----------------------------- | -------- | ------------- | --------------------------------- | ------------- |
| Перемога  | 1.   | 20 листопада 2010 | Екердревіль-Енневіль, Франція | Тверде   | Флоранс Аренг | Кім Кілсдонк Nicolette Van Uitert | 1–6, 6–3, 6–4 |

## Участь у Кубку Федерації

### Одиночний розряд
| Розіграш                                  | Стадія | Дата          | Місце            | Супротивник | Покриття   | Суперниця             | W/L | Рахунок  |
| ----------------------------------------- | ------ | ------------- | ---------------- | ----------- | ---------- | --------------------- | --- | -------- |
| 2013 Fed Cup Europe/Africa Zone Group III | R/R    | 8 травня 2013 | Кишинів, Молдова | Ліхтенштейн | Ґрунт      | Штефані Фогт          | L   | 0–6, 2–6 |
| 2013 Fed Cup Europe/Africa Zone Group III | R/R    | 9 травня 2013 | Кишинів, Молдова | Cyprus      | Ґрунт      | Mara Argyriou         | L   | 3–6, 2–6 |
| 2014 Fed Cup Europe/Africa Zone Group III | R/R    | 5 лютого 2014 | Таллінн, Естонія | Данія       | Тверде (i) | Май Граге             | L   | 2–6, 3–6 |
| 2014 Fed Cup Europe/Africa Zone Group III | R/R    | 6 лютого 2014 | Таллінн, Естонія | Норвегія    | Тверде (i) | Ida Seljevoll Skancke | W   | 6–0, 6–2 |
| 2014 Fed Cup Europe/Africa Zone Group III | P/O    | 8 лютого 2014 | Таллінн, Естонія | Вірменія    | Тверде (i) | Lusine Chobanyan      | W   | 6–1, 6–3 |

### Парний розряд
| Розіграш                                  | Стадія | Дата          | Місце            | Супротивник | Покриття   | Партнерка                  | Суперниці                            | W/L | Рахунок  |
| ----------------------------------------- | ------ | ------------- | ---------------- | ----------- | ---------- | -------------------------- | ------------------------------------ | --- | -------- |
| 2013 Fed Cup Europe/Africa Zone Group III | R/R    | 8 травня 2013 | Кишинів, Молдова | Ліхтенштейн | Ґрунт      | Hariniony Andriamananarivo | Штефані Фогт Катінка фон Дайхманн    | L   | 3–6, 4–6 |
| 2013 Fed Cup Europe/Africa Zone Group III | R/R    | 9 травня 2013 | Кишинів, Молдова | Cyprus      | Ґрунт      | Зара Разафімахатратра      | Mara Argyriou Maria Siopacha         | W   | 6–3, 6–3 |
| 2014 Fed Cup Europe/Africa Zone Group III | R/R    | 5 лютого 2014 | Таллінн, Естонія | Данія       | Тверде (i) | Oceane Razakaboana         | Карен Барріца Май Граге              | L   | 1–6, 1–6 |
| 2014 Fed Cup Europe/Africa Zone Group III | R/R    | 6 лютого 2014 | Таллінн, Естонія | Норвегія    | Тверде (i) | Sandra Andriamarosoa       | Ida Seljevoll Skancke Melanie Stokke | L   | 4–6, 3–6 |
| 2014 Fed Cup Europe/Africa Zone Group III | P/O    | 8 лютого 2014 | Таллінн, Естонія | Вірменія    | Тверде (i) | Sandra Andriamarosoa       | Ані Амірагян Milena Avetisyan        | W   | 7–5, 6–4 |